# Margaret Turnbull
Margaret Carol Turnbull (...) è un'astronoma statunitense, esperta in materia di sistemi stellari che possono ospitare pianeti abitabili, di stelle simili al Sole e di abitabilità planetaria.

## Biografia
Margaret Turnbull ottenne il dottorato di ricerca in Astronomia presso l'Università dell'Arizona nel 2004. 
Nel 2002, la Turnbull aveva compilato insieme a Jill Tarter il catalogo HabCat, un catalogo di sistemi stellari potenzialmente abitabili comprendente oltre 17.000 stelle. L'anno seguente selezionò 30 stelle dalle 5000 della lista del HabCat che si trovano nel raggio di 100 anni luce dalla Terra. Da quest'ultima selezione, nel 2006, la Turnbull compilò  poi due ristrettissime liste di appena cinque stelle ciascuna: la prima serve per la base di ricerche radio del SETI con l'Allen Telescope Array, e comprende le stelle β Canum Venaticorum, HD 10307, HD 211415, 18 Scorpii, e 51 Pegasi. La seconda lista invece contiene le migliori candidate per il Terrestrial Planet Finder, e in questa figurano ε Indi, ε Eridani, 40 Eridani, Alpha Centauri B, e τ Ceti.
Nel 2007 è stata citata, tra gli altri, come un "genio" dalla CNN per il suo lavoro di catalogazione delle stelle con la più alta probabilità di ospitare pianeti che potrebbero sostenere la vita e civiltà intelligenti.
L'asteroide 7863 Turnbull è stato così chiamato in suo onore.